# Letovichthys
Letovichthys è un genere estinto di pesci ossei a pinne raggiate appartenente all’ordine Palaeonisciformes. Visse durante il Permiano inferiore e i suoi fossili sono stati scoperti nella Repubblica Ceca.

## Etimologia
Il nome del genere deriva dalla città di Letovice, situata nel distretto di Blansko, nei pressi del sito fossilifero in cui è stato rinvenuto l'olotipo.

## Descrizione
Letovichthys era un piccolo pesce predatore di forma snella e fusiforme, lungo tra i 15 e i 20 cm. Il capo era allungato e relativamente basso, con un rostro moderatamente sviluppato. Il cranio presentava ossa ornamentate con tubercoli rialzati o brevi creste ricoperte da fini strie.
Le ossa frontali erano lunghe e strette, non in contatto diretto con l’orbita, e due volte più lunghe delle parietali. Le suture craniche erano nettamente disegnate. Le ossa dermosfenotiche erano triangolari e allungate, portando il canale infraorbitale, mentre le dermopterotiche avevano forma rettangolare.
La mandibola era robusta, con prominenti rilievi di ganoina sulla metà inferiore. La mascella era dotata di una grande placca trapezoidale. I denti marginali erano disposti in due file: una esterna con piccoli denti acuminati, e una interna con denti conici molto più grandi, fino a 40 per lato.
Le ossa opercolari e subopercolari erano ben sviluppate, mentre le pinne pettorali avevano raggi (lepidotrichi) spessi e non segmentati alla base. I fulcri marginali erano presenti sulle pinne pelviche, anali e sul lobo inferiore della pinna caudale.
Le scaglie erano piccole, fortemente ornamentate sul dorso con creste dorsoventrali, talvolta anastomizzate.

## Classificazione
Il genere Letovichthys venne descritto per la prima volta da Štamberg nel 2007, e include due specie: Letovichthys tuberculatus (la specie tipo) e Letovichthys multidentatus. Entrambe sono state rinvenute nel Permiano inferiore dell'orizzonte Lubů, nella parte inferiore della Formazione di Letovice, presso Kladoruby (“Dolní Pepřík”) in Repubblica Ceca. Štamberg attribuì questo genere al grande gruppo diversificato dei Palaeonisciformes, senza però proporre una classificazione più approfondita.

## Paleoecologia
I fossili sono stati rinvenuti in ambienti di tipo lagunare o deltizio, associati a tufi litificati. L’ecologia di Letovichthys suggerisce un piccolo predatore di ambienti d'acqua dolce o salmastra.